# Waśkauszczyna (przystanek kolejowy)
Waśkauszczyna (biał. Васькаўшчына; ros. Васьковщизна, ros. nazwa normatywna Васьковщина) – przystanek kolejowy pomiędzy miejscowościami Nowaje Chorabrawa i Zabałaccie, w rejonie orszańskim, w obwodzie witebskim, na Białorusi. Położony jest na linii Orsza - Lepel.